# Chowanschtschina (Film)
Chowanschtschina (Originaltitel Khovanshchina (Хованщина)) ist ein russisches Musikdrama, ein Opernfilm von Wera Pawlowna Strojewa aus dem Jahr 1959. Das Drehbuch geht zurück auf eine politische Oper gleichen Namens von Modest Mussorgski. Der Film erhielt eine Oscarnominierung in der Kategorie „Beste Filmmusik“.
Inhalt des Films ist eine vom Chowanski-Clan gestellte korrupte Staatsmacht und die daraus resultierende blutig ausgetragene Kirchenspaltung. Thematisiert wird die Verschwörung des Bojaren und Strelizenanführers Chowanski gegen die minderjährigen Zaren Peter und Iwan sowie die Regentin Sofia. Der Film und auch die gleichnamige Oper weichen stark von der historischen Realität ab.

## Handlung
Spätes 17. Jahrhundert: Fürst Iwan Chowanski ist die Verwestlichung seines Landes schon lange ein Dorn im Auge. Als Zar Fjodor III. stirbt, gibt es keinen Thronfolger, der bereits volljährig ist. So kommen die Halbbrüder Iwan und Peter auf den Thron, deren Familien zerstritten sind. In diese Position sind sie nur durch die Verwandtschaft ihres Vaters Alexei I. mit dem Zaren gekommen. Als Regentin fungiert zunächst einmal Iwans Schwester Sofia, die die Regentschaft am liebsten behalten würde. So unterstützt sie einen Aufstand der Strelizen, der Palastgarde, deren Anführer Fürst Iwan Chowanski ist. Das führt dazu, dass in einer einzigen Nacht der Großteil von Peters Familie und ihm nahestehenden Personen getötet werden.
Fürst Golizyn, Mitglied der Regierung und Oberbefehlshaber der Armee und außerdem der Liebhaber der Zarewna Sofia, erhält einen Liebesbrief von Sofia. Er will sich mit Iwan Chowanski und Dossifej, dem geistigen Anführer der Altgläubigen, treffen, um die gemeinsame Verschwörung näher zu besprechen. Das Treffen verläuft jedoch im Streit, woran eine weitere Entscheidungsfindung scheitert. Unerwartet trifft sodann der Bojar Schaklowity ein, ebenfalls ein Liebhaber von Sofia, und meldet, dass der Hof, Sofias Halbbruder Peter hat die Macht inzwischen an sich gerissen, von der Verschwörung der Chowanskis wisse und dass Zar Peter diese als „die Sache Chowanski gleich Chowanschtschina“ bezeichne, und eine Untersuchung der Verschwörung angeordnet habe. Chowanskis Sohn Andrej hat sich bisher wenig um Politik gekümmert, sondern ist lieber seinen Liebschaften nachgegangen. Er verfolgt und bedrängt Emma, eine junge Deutsche, deren Vater er auf dem Gewissen hat. Marfa, eine Altgläubige und Wahrsagerin und zuvor die Geliebte von Andrej kommt dem jungen Mädchen zu Hilfe. So gelangt Emma unter Marfas Obhut in den Kreis der Altgläubigen, die sich unter der Führung des alten Dossifej ebenfalls gegen die Strelitzen gestellt haben. 
Als betrunkene Strelizen eines Nachts wüten und randalieren, erreicht sie die Nachricht, dass die Leibgarde von Zar Peter unterwegs sei, woraufhin sich Panik in den Reihen der Strelizen breit macht. Iwan Chowanski befiehlt ihnen jedoch, sich in ihre Häuser einzuschließen, nicht zu kämpfen und auch keinen Widerstand zu leisten. Chowanski selbst hat Angst vor seinem baldigen Untergang und vor dem, was nun auf ihn zukommen könnte. Unerwartet erhält er jedoch eine Einladung der Zarewna Sofia, ohne zu ahnen, dass sich diese als Todesbotschaft erweisen wird.
Während Golizyn in die Verbannung geschickt und von den Moskauern mit Sympathie verabschiedet wird, erzählt Marfa Dossifej aufgeregt, dass die Regierung die Vernichtung aller Altgläubigen angeordnet habe. Dossifej beschließt daraufhin kollektive Selbstverbrennung. Marfa unterrichtet Andrei Chowanski über den Tod seines Vaters und warnt ihn auch, dass er ebenfalls von den Petrowzen gesucht werde. Andrei glaubt ihr jedoch nicht und meint, sie wolle sein Leben zerstören. Doch alsbald verkünden die Glockenschläge die Hinrichtung der verurteilten Strelizen und Andrei muss erkennen, dass Marfa die Wahrheit gesagt hat. Das ist der Zeitpunkt, da er bereit ist, ihr überallhin zu folgen. Sozusagen im letzten Augenblick werden die Strelizen von Zar Peter doch noch begnadigt.
Dossifej, Marfa und Andrei sowie weitere Gläubige sehen jedoch keinen Ausweg mehr für sich und verbrennen sich in der Hoffnung, ein besseres Leben in einer anderen Welt zu finden.

## Produktion

### Produktionsnotizen
Produziert wurde der Film von Mosfilm, vertrieben von Alliance Film (in Dänemark), Artkino Pictures (in Argentinien und in den Vereinigten Staaten). Lyudmila Novosyolava gab in diesem Film ihr Debüt.
„Ich ertrinke im Material“, schrieb Modest Mussorgski 1872 über seine Arbeit an der Oper Chowanschtschina. Er war seinerzeit damit beschäftigt den entsprechenden historischen Stoff zu verarbeiten, der sicher für eine Tetralogie ausgereicht hätte. So versuchte er den Kampf der Alt- und Neugläubigen mit der Machtergreifung durch Zar Peter zusammenzubringen. Die Oper blieb jedoch ein Fragment. Schließlich war es der Komponist Rimski-Korsakow, der sie nach eher westlichen Hörgewohnheiten vollendete, obwohl er eigentlich gerade darum bemüht war, eine russische Volksoper zu schaffen. Wera Strojewa war es dann, die gemeinsam mit Dmitri Schostakowitsch den Versuch unternahm, Mussorgskis Musik in eine Opernverfilmung zu integrieren.

### Veröffentlichung
Premiere hatte der Film am 14. November 1959 in der Sowjetunion unter dem Originaltitel Хованщина. In Ungarn wurde er am 2. Juni 1960 unter dem Titel Hovanscsina veröffentlicht. In den Vereinigten Staaten (New York City) erschien er erstmals am 17. September unter dem Titel Khovanschina. In Argentinien wurde er unter dem Titel Jovánschina am 5. Oktober 1960 veröffentlicht und in Dänemark unter dem Titel Khovansjtjina am 27. März 1966. In der Bundesrepublik Deutschland erschien der Film unter dem Titel Chowanstschina.

## Rezeption

### Kritik
Das Zeughauskino befand: „In hehren Bildern alterniert das Schicksal des Kollektivs mit den privaten Angelegenheiten der Herrschenden, singt das Volk um sein Schicksal, das es doch nicht beherrschen kann.“

### Auszeichnung
Academy Awards 1962: Nominiert für einen Oscar in der Kategorie „Beste Filmmusik“ Dmitri Dmitrijewitsch Schostakowitsch